# Scolecomorphus kirkii
Espèce
Synonymes
- Scolecomorphus convexus Taylor, 1968

Statut de conservation UICN

 LC  : Préoccupation mineure
Scolecomorphus kirkii est une espèce de gymnophiones de la famille des Scolecomorphidae.

## Répartition
Cette espèce se rencontre entre 500 et 1 400 m d'altitude :
- dans le sud du Malawi ;
- en Tanzanie ;
- dans le nord du Mozambique.

## Étymologie
Cette espèce est nommée en l'honneur de John Kirk.

## Publication originale
- Boulenger, 1883 : Description of a new genus of Coeciliae. Annals and Magazine of Natural History, sér. 5, vol. 11, p. 48 (texte intégral).